# 安迪·亞當
安德魯·基耶雷·亞當（Andrew Kyere Yiadom，1991年12月2日—）是加納的職業足球運動員，司職後衛和翼鋒，現效力於英格蘭足球冠軍聯賽雷丁。
伊亞當於2012年1月31日加盟英格蘭足球乙級聯賽班列特。2012年2月18日首次代表球會出場，對戰梳士貝利，3月10日對戰維爾港攻入加盟後首球。

## 榮譽
班列特
- 英格蘭足球議會全國聯賽
  - 冠軍: 2014–15

## 外部連結
- 足球数据库：Andy Yiadom的球员统计数据